# Roberto Abbondanzieri
Roberto Abbondanzieri   (Bouquet, 19 d'agost de 1972) Roberto Carlos «El Pato» Abbondanzieri és un exfutbolista professional argentí.

## Biografia
El seu sobrenom, se'l posaren de petit, per la seva semblança en la forma de caminar al dibuix animat, l'Ànec Daffy. Es va iniciar en el futbol en les categories inferiors del Club Atlético Rosario Central. El 6 de desembre del 1994 debuta en la Primera divisió argentina en el partit que acabà en empat a un gol entre Rosario Central i Ferro Carril Oeste. Amb l'equip rosarino va guanyar la Copa Conmebol el 1995.
Al començament de l'any 1997 és fitxat pel Club Atlético Boca Juniors. Inicialment alterna la titularitat amb Sandro Guzmán, que va ser venut al final de la temporada. Llavors, el club de La Ribera compra perquè sigui titular en l'arc a Óscar Còrdoba. En el Clausura de 1999 Còrdova va sofrir una lesió que li va donar a Abbondanzieri l'oportunitat de jugar diversos partits. Mentre concretava bones actuacions, es lesiona el seu muscle greument en un Superclásico, romanent després un any allunyat de les pistes.
Amb Boca Juniors ha aconseguit diversos títols. El 1998 guanya el Torneig Obertura amb aquest club, repetint l'assoliment el 1999 quan es proclama altra vegada campió del Torneig clausura. El 2000 guanya tres títols amb el seu club, un Torneig Obertura, una Copa Intercontinental (derrotant el Reial Madrid per dos gols a un) i una Copa Libertadores, títol que repetiria el 2001.
El 2003 aconsegueix proclamar-se campió del Torneig Obertura. Aquest mateix any torna a aconseguir la Copa Libertadores i la Copa Intercontinental al vèncer a l'AC Milà en la tanda de penals, on va ser la figura en aturar-ne dos, un d'ells a Alessandro Costacurta. Aquest any va ser triat el millor porter de l'any d'Amèrica del Sud.
El 2005 va guanyar altre Torneig Obertura, i en el 2006 guanya el Torneig Clausura. A més en la seva carrera esportiva ha guanyat dues Copes Sud-americanes, el 2004 i 2005 i una Recopa Sud-americana, el 2005, contra l'Once Caldas.

### Espanya
En juliol del 2006, va ser venut al Getafe i es converteix en el porter titular d'aquest equip. Abbondanzieri va guanyar el Trofeu Zamora, que se li atorga al porter menys vençut de la lliga, per la seva actuació en la temporada 2006/07.

### Retorn a Sud-amèrica
El 2009 va tornar a Boca Juniors. Després d'un any va fitxar per l'Internacional de Porto Alegre. Abbodanziera es va retirar el 18 de desembre amb 38 anys.